# Maria Perschy
Maria Perschy (23 de septiembre de 1938 - 3 de diciembre de 2004) fue una actriz austríaca.

## Biografía
Herta Maria Perschy nació en Eisenstadt, Burgenland, Austria. A los 17 años se trasladó a Viena para estudiar actuación en la escuela Max Reinhardt, llamó la atención desde el principio y fue distinguida con el premio de impulso a las artes escénicas de la ciudad de Viena.
Su maestra más importante, la actriz Susi Nicoletti, apoyó a su joven colega y la llevó a los estudios Bavaria Film en Múnich. Allí recibió su primer papel de figurante en 1956, en el filme Roter Mohn, de Franz Antel.
La cinta Nasser Asphalt, en la que actuó junto a Horst Buchholz, la hizo conocida en 1958 y fue el comienzo de su éxito internacional. Perschy trabajó junto a grandes figuras de la década de 1960 como Lex Barker, Vittorio de Sica y Maximilian Schell.
Desarrolló una carrera internacional a través de Francia, Italia y el Reino Unido, que la llevó hasta Hollywood, donde protagonizó varios filmes entre los cuales destacan Freud, pasión secreta (1962), dirigida por John Huston, junto a Montgomery Clift, y Su juego favorito (1962) junto a Rock Hudson, película producida y dirigida por Howard Hawks.
Sin embargo su carrera comenzó a decaer, y para fines de la década de 1970 solo participó en roles secundarios en las series de televisión Hawái Five-O y General Hospital. 
Decidió mudarse a España donde rodó varias películas, entre ellas, Batida de raposas, Último deseo, El límite del amor, De profesión: polígamo, El buque maldito, Las adolescentes, La diosa salvaje, La noche de la furia y El último día de la guerra (1968).
Durante un rodaje sufrió un accidente por quemaduras que requirió de varias operaciones y detuvo su carrera profesional.
Retornó a Austria en la década de 1980, y se dedicó sobre todo a la televisión y al teatro.

## Vida privada
Estuvo casada dos veces y tuvo dos hijas.
Falleció el jueves 3 de diciembre de 2004 a los 66 años, a consecuencias de un cáncer.

## Filmografía
- 1962, The Password Is Courage de Andrew L. Stone.
- 1964, Escuadrón 633 de Walter Grauman.
- 1964, Su juego favorito de Howard Hawks.
- 1966, Las siete magníficas de Sidney W. Pink.
- 1966, Más fuerte que el viento de David Millin.
- 1967, Una bruja sin escoba de José María Elorrieta.
- 1968, El último día de la guerra de Juan Antonio Bardem.
- 1969, El castillo de Fu-Manchú de Jesús Franco.
- 1971, Asesinatos en la calle Morgue de Gordon Hessler.
- 1973, El jorobado de la Morgue de Javier Aguirre.
- 1973, Los ojos azules de la muñeca rota de Carlos Aured.
- 1974, Díselo con flores de Pierre Grimblat.
- 1975, Las protegidas de Francisco Lara Polop.
- 1975, De profesión: polígamo de Angelino Fons.
- 1975 , Exorcismo de Juan Bosch Palau.
- 1976 Último deseo de Leon Klimovsky.
- 1983, Carrusel de la muerte  de Paul Leder.